# Podrečany
Podrečany (węg. Patakalja, do 1899 Podrecsány) – wieś (obec) na Słowacji położona w kraju bańskobystrzyckim, w powiecie Łuczeniec. Pierwsze wzmianki o miejscowości pochodzą z roku 1393. 
Według danych z dnia 31 grudnia 2012, wieś zamieszkiwały 582 osoby, w tym 300 kobiet i 282 mężczyzn.
W 2001 roku rozkład populacji względem narodowości i przynależności etnicznej wyglądał następująco:
- Słowacy – 98,11%
- Czesi – 0,34%
- Romowie – 0,52%
- Węgrzy – 0,86%

Ze względu na wyznawaną religię struktura mieszkańców kształtowała się w 2001 roku następująco:
- Katolicy rzymscy – 56,19%
- Ewangelicy – 34,02%
- Prawosławni – 0,17%
- Ateiści – 8,76%
- Nie podano – 0,86%